# ناثان لامي
ناثان لامي (بالإنجليزية: Nathan Lamey)‏ هو لاعب كرة قدم بريطاني في مركز الهجوم، ولد في 14 أكتوبر 1980 في ليدز في المملكة المتحدة. لعب مع كامبريدج يونايتد ووولفرهامبتون واندررز.

## وصلات خارجية
- ناثان لامي على موقع Soccerbase.com (لاعب) (الإنجليزية)